# 加茂川 (愛媛県)
加茂川（かもがわ）は、愛媛県西条市を流れ瀬戸内海に注ぐ二級水系の本流。

## 地理
西日本の最高峰石鎚山系に源を発し、愛媛県西条市禎瑞で瀬戸内海（燧灘）に注ぐ。西日本の最高峰である石鎚山を源流とする名水百選「うちぬき」の水源となっている。西条を育んでいる「母なる川」と表現される。流路延長は約28キロメートル。
上流域にはアユやアマゴなどの清流を好む魚やカワセミが生息し、中流域では夏の川遊びやいもたき、伊曽乃神社で行われる秋の祭り（西条祭りの代表的な祭礼）の川入りなどで人々に親しまれる。下流域には大きな干潟が形成し、渡り鳥が羽を休める姿が見られる。
石鎚山登山の起点である土小屋近くの瓶ケ森林道の脇に源流の碑がある。

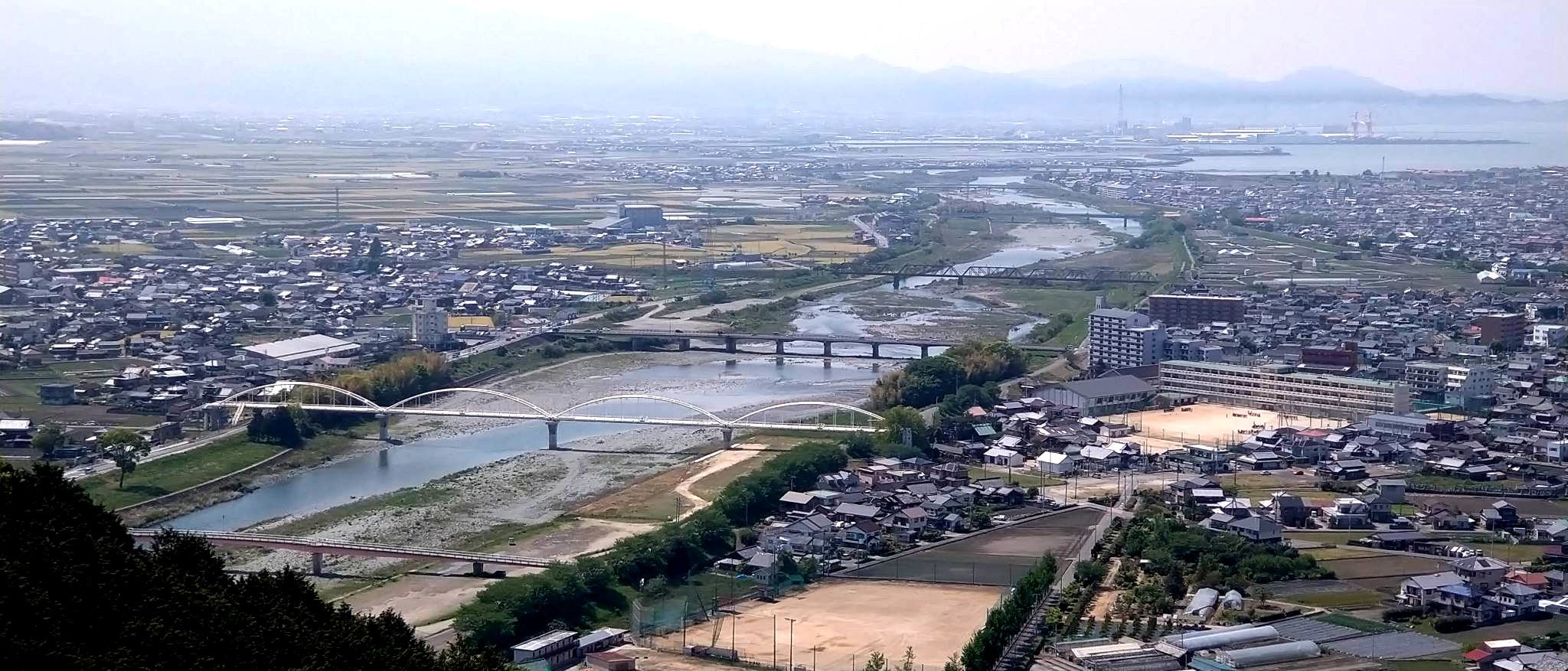
下流域を西条市考古歴史館より
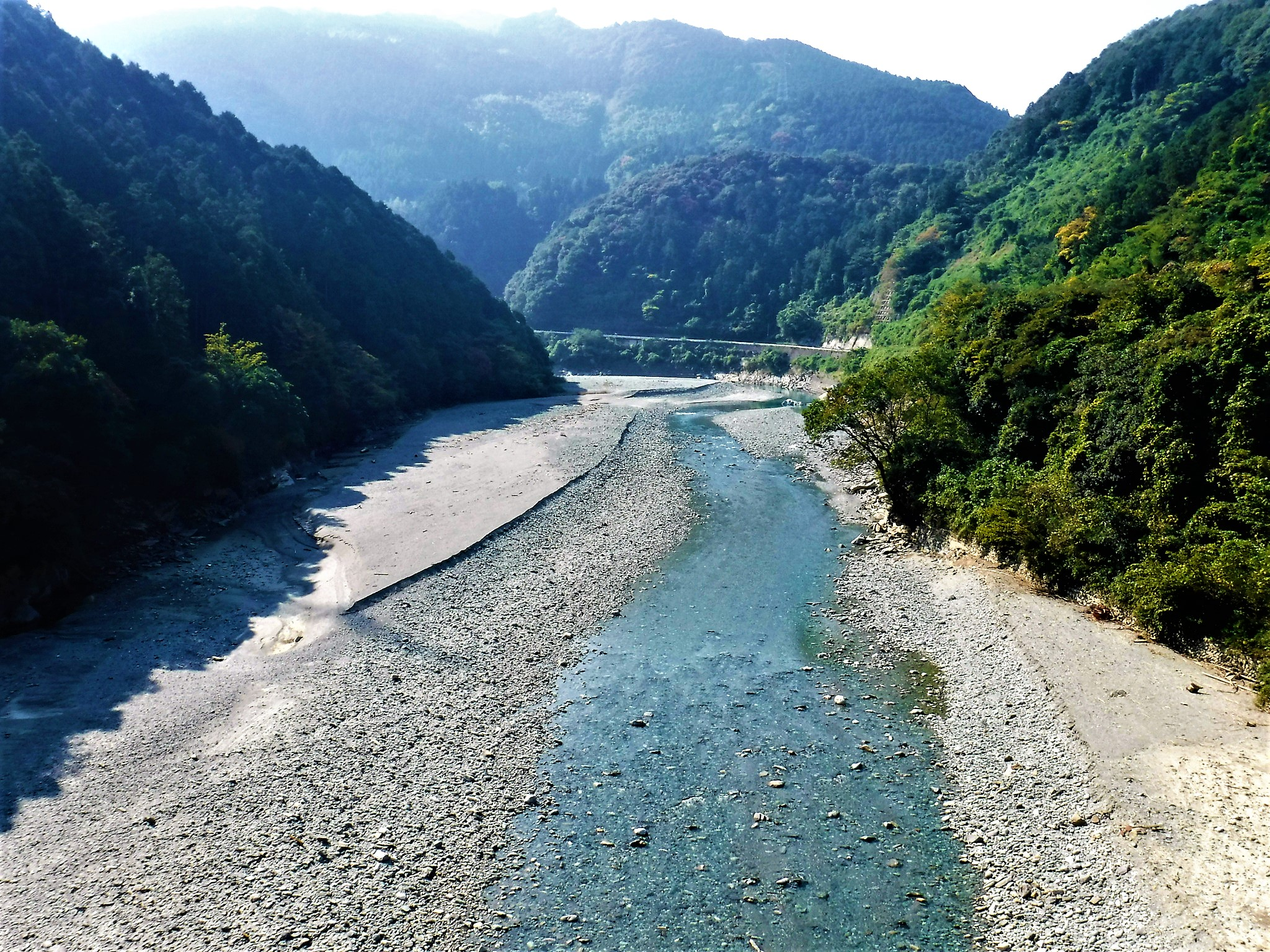
中流。石鎚ふれあいの里手前付近
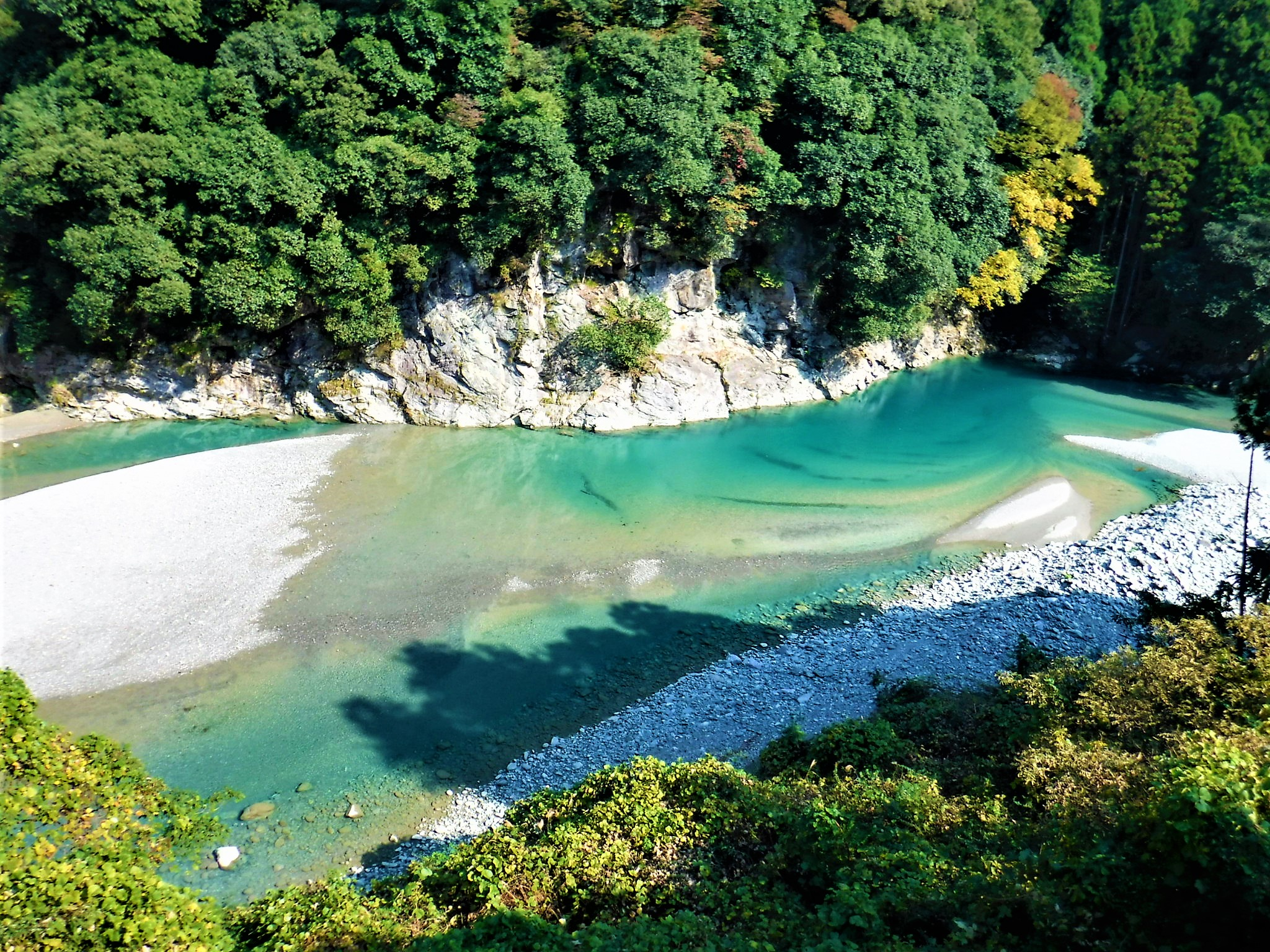
中流域
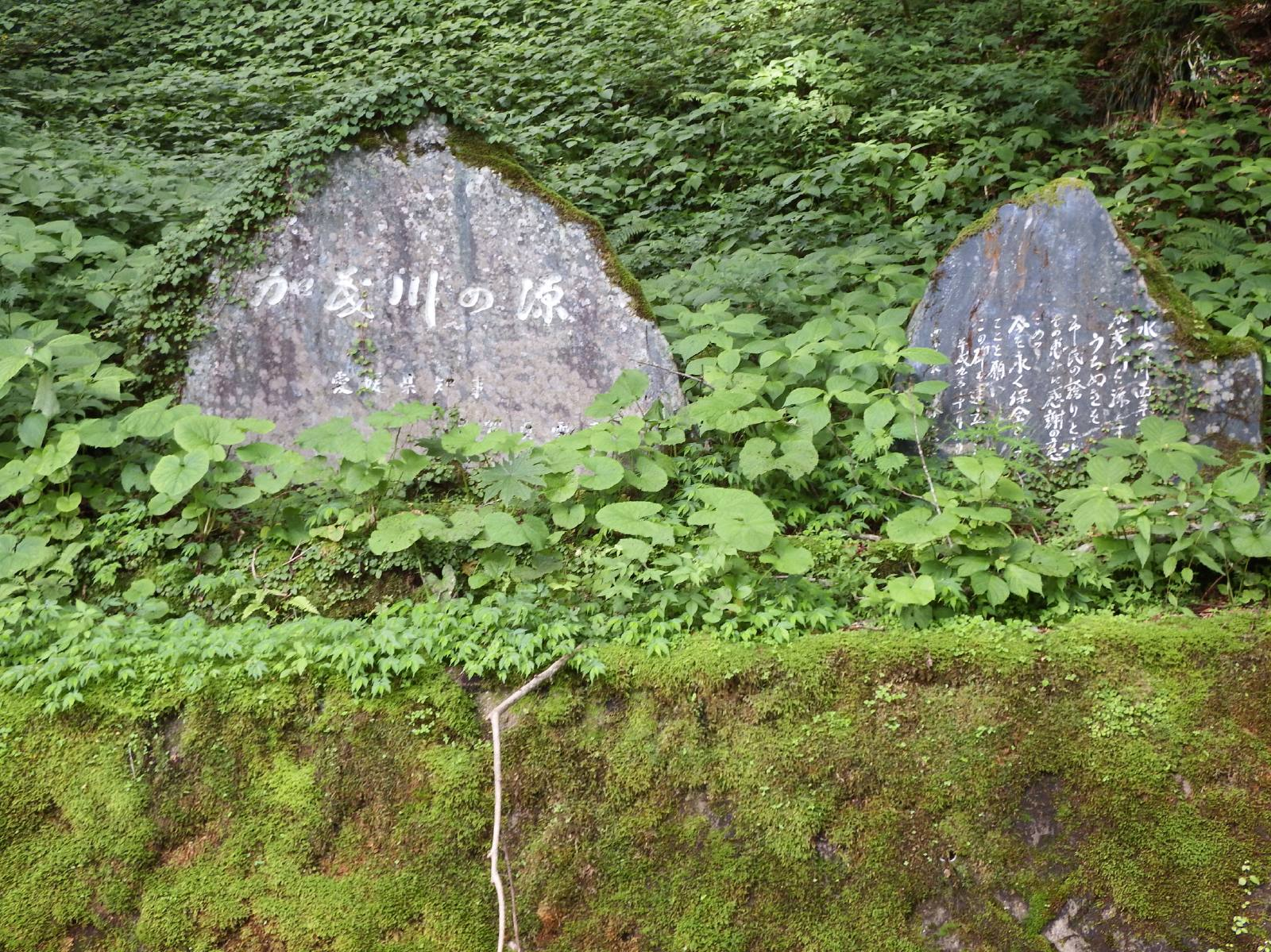
源流の碑
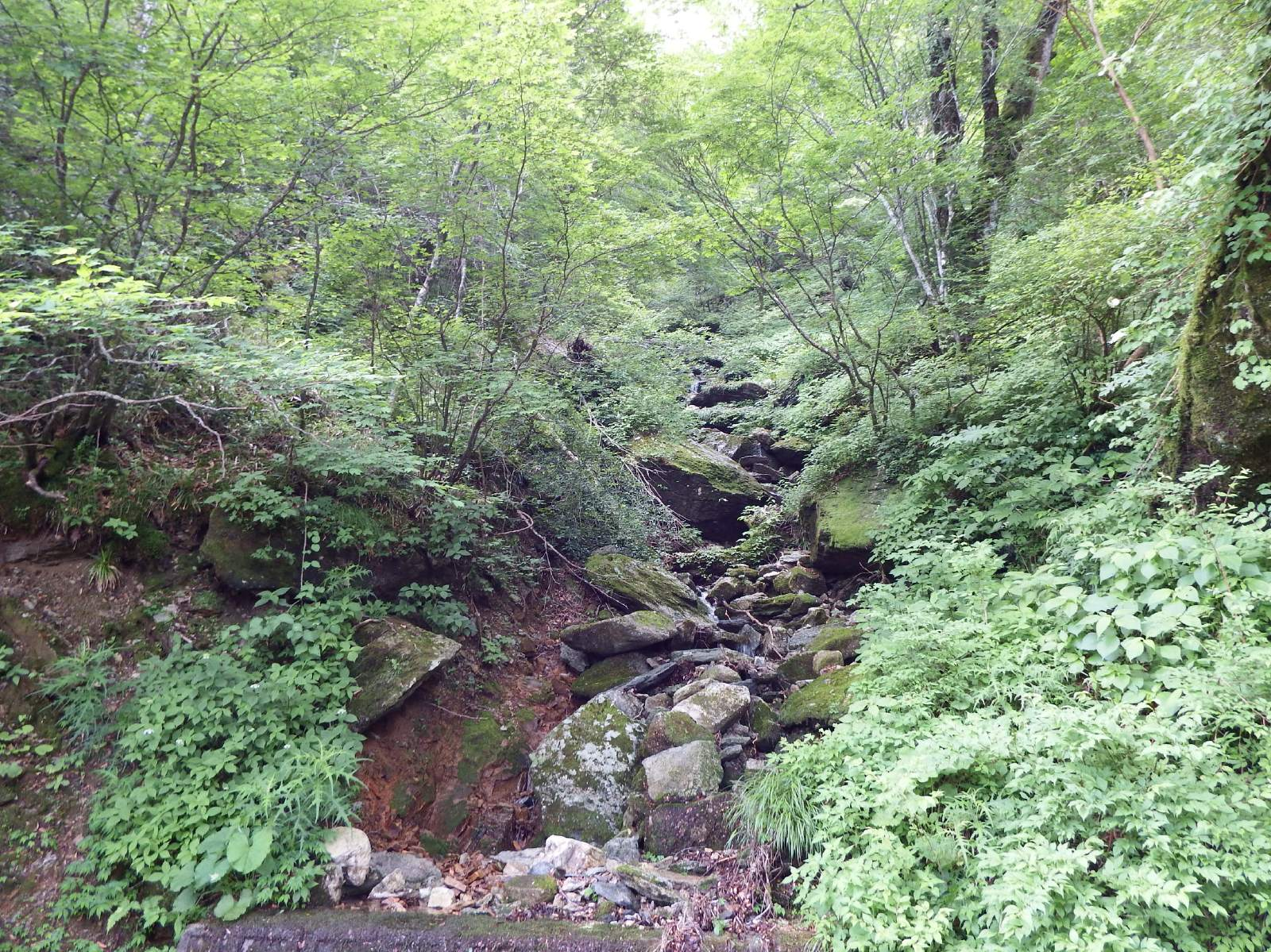
源流

## 利水施設および主な支流
- 黒瀬ダム - 愛媛県西条市黒瀬乙 : 黒瀬湖
- 谷川